# Haus Neu-Grohneck
Das Haus Neu-Grohneck befindet sich in Bremen, Stadtteil Vegesack, Ortsteil Grohn, Am Wasser 10. Das Wohnhaus entstand 1834. 
Das Haus steht seit 1981 unter Bremer Denkmalschutz.

## Geschichte
Das eingeschossige, verputzte Sommerhaus mit einem reetgedecktem Satteldach und einer großen Veranda wurde 1835 in der Epoche Klassizismus im Stil eines Niedersachsenhauses gebaut.
Heute (2018) wird das Haus an der Ecke des Ortsteiles Grohn noch zum Wohnen genutzt.